# Campeonato nacional de Estados Unidos 1919
Lista de los campeones del Campeonato nacional de Estados Unidos de 1919:

## Senior

### Individuales masculinos
Bill Johnston vence a  Bill Tilden, 6–4, 6–4, 6–3

### Individuales femeninos
Hazel Hotchkiss Wightman vence a  Marion Zinderstein, 6–1, 6–2

### Dobles masculinos
Norman Brookes /  Gerald Patterson vencen a  Bill Tilden /  Vincent Richards, 8–6, 6–3, 4–6, 4–6, 6–2

### Dobles femeninos
Marion Zinderstein /  Eleanor Goss vencen a  Eleonora Sears /  Hazel Wightman, 10–8, 9–7

### Dobles mixto
Marion Zinderstein /  Vincent Richards vencen a  Florence Ballin /  Bill Tilden, 2–6, 11–9, 6–2
| Predecesor: 1918                         | Campeonato nacional de Estados Unidos 1919 | Sucesor: 1920                           |
| Predecesor: Campeonato de Wimbledon 1919 | Grand Slam 1919                            | Sucesor: Campeonato de Australasia 1920 |

- Datos: Q2411518